# ژاک بورل
ژاک بورل (انگلیسی: Jacques Borel؛ زادهٔ ۹ آوریل ۱۹۲۷) اهالی کسب‌وکار اهل فرانسه است.
وی همچنین برندهٔ جوایزی همچون لژیون دونور (شوالیه) شده‌است.